# Tatort: Slalom
Slalom ist ein deutscher Fernsehkrimi des NDR und wurde am 13. September 1981 im Deutschen Fernsehen erstmals ausgestrahlt. Es ist die 128. Folge der Kriminalreihe Tatort und der einzige Fall von Hauptkommissar Beck, gespielt von Hans Häckermann, der 1973 bereits einen Fall als Hauptkommissar Böck in Bremen und danach noch diverse Gastauftritte als dieser hatte. Beck hat es mit dem Raub an einer alten Dame und dem Tod eines dieser zu Hilfe eilenden Passanten zu tun.

## Handlung
Der Österreicher Walter Lanninger ist mit seiner Verlobten Else Huber nach Lübeck gezogen und arbeitet dort in einem Sportgeschäft als Skiexperte. Er möchte dies nur vorübergehend tun und sich nach zwei Jahren mit seiner Verlobten ein Geschäft in der Heimat aufbauen. Jedoch kann Lanninger nicht mit Geld umgehen und verschuldet sich, so dass es zur Gehaltspfändung kommt. Lanninger betrügt Else zudem mit der geschiedenen Sonja Steinitz. Sein Chef ermahnt Lanninger, künftig besser mit seinem Geld hauszuhalten, eine Gehaltserhöhung lehnt er ab. Wegen der Gehaltspfändung muss sich Lanninger sogar Geld von Else leihen. Als Lanninger zur Bank geht, beobachtet er zufällig die alte Frau Wex, wie sie 8000 DM von ihrem Sparbuch abhebt. Spontan entschließt er sich aufgrund seiner Geldnot, Frau Wex zu verfolgen und raubt ihr im Schutz der Dunkelheit das Geld. Bei der Verfolgung Lanningers durch das Opfer wird ein Nachbar der alten Dame, der sich Lanninnger in den Weg stellt, schwer verletzt. Kriminalhauptkommissar Beck wird mit dem Fall betraut. Er erfährt im Krankenhaus, dass das unbeteiligte Opfer wahrscheinlich nicht überleben wird. Ein Journalist interviewt Frau Wex und will ihr in den Mund legen, dass der Täter den anderen Mann niedergeschlagen hat, wogegen sich Frau Wex allerdings verwahrt.
Beck sucht Lanninger auf, weil dieser nach den Unterlagen der Bank der erste Kunde nach Frau Wex am Schalter war. Dieser gibt an, sich an die ältere Frau erinnern zu können, er habe allerdings nicht gesehen, dass diese 8000 DM abgehoben hätte. Für die Tatzeit hat er kein Alibi vorzuweisen. Er gibt an, zur Tatzeit allein sein Auto repariert zu haben. Von Lanningers Chef erfährt Beck von der Gehaltspfändung. Beck sucht erneut Lanninger auf, diesmal im Tennisclub, in dem dieser ebenfalls arbeitet. Er bittet ihn, am nächsten Morgen zu einer Gegenüberstellung ins Krankenhaus zu kommen, Herr Malmann, der beim Überfall Frau Wex zu Hilfe kam, sei doch noch aus dem Koma aufgewacht. Beck bemerkt dabei Lanningers inniges Verhältnis zu seiner Tennisschülerin Sonja Steinitz und schließt daraus richtig, dass dieser ein Verhältnis mit ihr hat und über seine Verhältnisse lebt. Unterdessen bietet Sonja ihrem Freund finanzielle Unterstützung zwecks seiner Verteidigung an. Zu Hause muss sich Lanninger von Else aufgrund eines Besuchs Becks bei ihr Vorwürfe und Verdächtigungen anhören, er tut dies als Unsinn ab. Else merkt aber, dass ihr Verlobter wirklich in den Raub an der alten Dame verwickelt ist. Lanninger legt vor Else daraufhin ein Geständnis ab, er beteuert, dass er in die Tat hineingeraten sei und auch die Verletzungen des Mannes nicht gewollt habe. Else übt Druck auf Lanninger aus, das Geld zurückzugeben.
Im Krankenhaus untersagt der behandelnde Arzt Beck die Gegenüberstellung, Herr Malmann zeigt kaum Reaktionen und liegt im Sterben, Beck bittet den Arzt daraufhin, ihm bei einem Bluff zu helfen. Als Lanninger eintrifft, befragt Beck ihn auch zu seinem Verhältnis zu Sonja Steinitz, dieser reagiert ungehalten und streitet ein Verhältnis zu Sonja ab. Lanninger wirkt nervös aufgrund der bevorstehenden Gegenüberstellung. Beck teilt Lanninger kurz darauf mit, dass diese doch nicht stattfinden kann, weil Malmann im Sterben liegt. Unterdessen ersetzt die Zeitung, die Frau Wex nach der Tat interviewt hatte, dieser medienwirksam die geraubten 8000 DM. Malmann ist inzwischen verstorben. Beck bittet Else zu sich ins Präsidium und befragt sie zu Lanninger. Er eröffnet ihr, dass Malmann tot ist und es nunmehr um Totschlag, eventuell um Mord, gehe. Else gibt daraufhin ihrem Verlobten plötzlich ein Alibi, sie habe dies bei der Erstvernehmung im Stress vergessen. Auf den Vorhalt von Elses vorheriger Aussage liefert diese eine fadenscheinige Erklärung, Beck kann ihr nicht mehr entlocken. Zu Hause packt Else ihre Sachen, verlässt Lanninger und kehrt nach Österreich zurück. Direkt nach der Verabschiedung Elses trifft sich Lanninger mit Sonja, für die er jetzt frei ist und lässt sich von ihr in höhere Kreise einführen.
Als er zu einem Segeltörn mit seinen neuen Bekannten will, muss er einem kleinen Mädchen ausweichen, das vor ihm unvermittelt auf die Straße rennt und verletzt sich bei dem dadurch entstehenden Unfall. Beck sucht Lanninger im Krankenhaus auf, Lanninger reagiert gereizt auf dessen Besuch. Beck erfährt bei der Gelegenheit, dass Lanninger mittlerweile mit Sonja Steinitz verlobt ist. In der Werkstatt finden die Mitarbeiter mittlerweile das von Lanninger geraubte Geld, das dieser im Wagen versteckt hatte. Der Werkstattbesitzer ruft die Polizei, so dass Beck Lanninger und Steinitz bereits erwartet, als diese den Wagen aus der Werkstatt abholen wollen. Beck nimmt Lanninger fest.

## Einschaltquote und Hintergrund
Die Folge erreichte bei ihrer Erstausstrahlung 14,15 Mio. Zuschauer und somit einen Marktanteil von 42,0 %. Sie wurde im September und Oktober 1980 in Hamburg, Sierksdorf, Lübeck und Travemünde gedreht.

## Kritik
TV Spielfilm bewertete den Film mittelmäßig und urteilte: „Hier winkt der moralinsaure Zaunpfahl!“